# Le Miracle de Lourdes
Le Miracle de Lourdes est un film muet français, réalisé par Bernard Simon, sorti en 1926.

## Fiche technique
- Titre original : Le Miracle de Lourdes
- Réalisation : Bernard Simon
- Scénario : M. Pene
- Photographie : Henri Barreyre, Louis Bogé
- Société de production :  La Production Française
- Format : Noir et blanc — 35 mm — 1,33:1 — Muet

## Distribution
- Pierrette Lugand : Bernadette Soubirous  (en religion : sœur Marie-Bernard)
- Georges Baconnet
- Léone Balme
- André Carnège
- Marcel Chabrier
- Fanny Deslisles
- Jane Dolys
- Fanny Robiane
- Véga
- Christiane Yves
- Joe Alex